# Richard Westling
Per Richard Westling, född 14 november 1868 i Söderåkra, Kalmar län, död 19 december 1942, var en svensk apotekare.
Westling, vars far var apotekare, avlade mogenhetsexamen i Skara 1888 samt blev farmacie kandidat 1892 och examinerad apotekare 1897. Från 1895 tjänstgjorde han vid botanisk-farmakognostiska avdelningen vid Farmaceutiska institutet som amanuens, assistent och (från 1912) som laborator, 1902–1918 därjämte som lärare vid dess kurs för apotekselever. Under tiden studerade han botanik vid Stockholms högskola samt blev 1907 filosofie kandidat, 1911 licentiat och samma år doktor på avhandlingen Über die grünen Spezies der Gattung Penicillium. År 1918 utnämndes han till professor i botanik och farmakognosi vid Farmaceutiska institutet, för vilket han var föreståndare 1924–1933. 
Westling författade bland annat de farmakognostiska artiklarna i "Kommentar till Svenska farmakopén (Edition VIII)", utgiven 1902–1906 under samarbete med Gustaf Bergh, Arvid Blomquist och Thore Delphin, och Kort handledning i mikroskopisk teknik (1908). Han var redaktör för "Svensk farmaceutisk tidskrift" 1912–1919. I Farmaceutiska föreningen var han styrelseledamot 1903–1907. Han var ledamot av Svenska Läkaresällskapet (1907), av styrelsen för Svenska medicinalväxtföreningen (1912) och av permanenta farmakopékommittén (1919).

## Penicillium
1811 upptäckte han P. notatum, länge felaktigt identifierad som en P. chrysogenum, som senare skulle frambringa det moderna penicillinet. 2011 kunde man emellertid med β-tubulin sekvensiering visa att han hade haft rätt.